# Leucauge eua
Leucauge eua este o specie de păianjeni din genul Leucauge, familia Tetragnathidae, descrisă de Strand, 1911.
Este endemică în Tonga. Conform Catalogue of Life specia Leucauge eua nu are subspecii cunoscute.